# Hacıahmetler, Düzce
Hacı Ahmetler là một xã thuộc thành phố Düzce, tỉnh Düzce, Thổ Nhĩ Kỳ. Dân số thời điểm năm 2010 là 348 người.